# アクセル (アルゼンチンの歌手)
アクセル・パトリシオ・フェルナンド・ウィッテベーン（Axel Patricio Fernando Witteveen, 1977年1月1日 - ）は、アルゼンチンのシンガーソングライター。アクセル（Axel）として知られる。アルゼンチン・ブエノスアイレス出身。

## キャリア
1977年1月1日にブエノスアイレス州のラファエル・カルザダ生まれ。 2人の兄弟とともにピアノのレッスンを開始。両親は、音楽の愛好家で両親に励まされて育ち、8歳でアルゼンチンの音楽院ジュリアン・アギレに入学、高校まで音楽研究に集中することを決め、一時的にミュージカルは辞めていたが17歳で学校を卒業すると、ピアノの勉強を再開、音楽で生計を立てようと決心した。 
故郷に戻った後、彼はしばらくの間家業で働き、目標を追求する次の機会を待つ。数か月後、ケーブルテレビCanal 26で放送された若者向け音楽プログラムのレポーターとしての仕事が提供された。 アクセルによると最初のインタビューはフリオ・イグレシアスへのもので、すぐに彼はプログラムのプレゼンターになる。このプログラムは結果として彼にピアニストおよび通訳としてのスキルを公開する機会を提供した。Sony Music Argentinaは彼に興味を持つがこれはラテン系ポップスターに必要なすべての資質を彼に見たもので1999年、デビューレコード「La clave para Conquistarte」と題してリリースされた。  
作曲家としての彼のインスピレーションの源は自身の経験であり、主に愛に関するものであるが、アクセルは若いにもかかわらず歌を通して感情を伝えることができたのである。 
2001年、彼の2回目のスタジオ作品「Mi forma de amar」がリリースされるが、この成功は以前のリリースよりも大きかった。2003年、3枚目のアルバム「Amo」がリリースされ、アルゼンチンおよびその他のラテンアメリカで成功を収める。 
2年後、彼は4枚目のレコード「Hoy」を発表。 プレートを構成する13曲は、完全に彼によって作られており、愛のテーマ、非常に親密で個人的な物語をテーマにしている。 このアルバムの成功は、アルゼンチンでの販売でプラチナの記録を上回り、200以上のショーで発表され、スペシャルエディションのCDおよびDVD発売につながる。 このディスク全体のプロダクションに加え、Teatro Gran Rexでのライブショーからのボーナストラック、およびクリップ、ライブビデオ、「Today」の特別な録音方法を収録したDVDが発売された。 
2007年2月、 フェスティバル・デ・ビニャ・デル・マルで国際審査員として発表。2008年5月中旬、「Universo」というタイトルの新しいアルバムを作成。作曲した14曲をフィーチャー。CD制作は「宇宙」を記録し混合研究によってアルゼンチンで「パンダ」として習得したフアン・ブラス・カバレロと一緒に同じアクセルの下にあったトム・ベイカー （ フアネス 、 バホフォンド 、 ファーギーなど）らとロサンゼルスで精密マスタリングを学ぶ。3月31日には新しいレコードから新しいCelebra la Vidaの最初のシングルを聞きます。 アルバムからカットした2枚目のシングル「Verte Reir」は、2008年9月にリリースされ、9月21日の週にアルゼンチンで＃01をピークに、2009年11月21日にはブエノスアイレスでソールドアウトしたスタジアムフェロのユニバースツアーを敢行。このアルバムから、AxelはGardel Prize、MTV LA Award "Best Southern Artist" award 40 Principales（スペイン）、賞 "More than a a song"（スペイン、Celebra la vida）などの重要な賞を受賞している。 
2010年6月4日に15万人以上が参加したLove Foreverという名前の最初のDVDをリリース。2009年1月25日にマルデルプラタのパセオエルミタージュで行われたコンサートは100,000人が参加。 
2011年6月6日にシングル「Te voy a amar」がリリースされ、ラテンアメリカのラジオチャートのトップに躍り出た。2011年8月11日に新しいサンディスクの最初のプレビューがリリースされ、リリースはアルゼンチンで認定ゴールドとプラチナになる。 2011年10月24日に2枚目のシングル「All Back」をリリース。その後アクセルはブエノスアイレスに別れを告げ、4人のルナパーク、約30,000人の視聴者、4つの部門で完売した。 2012年1月20日、3年前と同様に、マルデルプラタのエルミタージュ美術館で150,000人集めたコンサート。 2012年3月22日には、メキシコのルナリオ国立公会堂に登場。以前は地元で疲れ果てていたが、ステージでメルチェとノエルシャジリスに招待され、その年の7月4日、Claudio Divellaが監督し、60年代に設定された「todo mi mundo」クリップというタイトルの第3カット放送を開始。2012年の第2ステージではラテンアメリカ全土をツアーする新しいサンツアーを作り、アルゼンチンでのツアーで年を締めくくるが、アルゼンチンの『ザ・ヴォイス』であるLa Vozのコーチであった。 
2014年、プロデューサーのフアン・オソリオが手掛けたメキシコのテレノベラ『Mi corazón es tuyo』に自身の名を冠したアクセル役で特別出演し、ガールズバンドKaayと共に主題歌『Mi corazón es tuyo』を歌唱した。2015年にはガルデル・デ・オロ（最優秀アルバム大賞）を受賞した。

## 私生活
アクセルには、アグアダとアウレリアという名前の2人の娘と、ガールフレンドのデルフィナ・ラウリアと一緒のフェルミンという名前の息子がいる。

## ディスコグラフィー
- La clave para conquistarte (1999)
- Mi forma de amar (2001)
- Amo (2004)
- Hoy (2005)
- Universo (2008)
- Un nuevo sol (2011)
- Tus ojos, mis ojos (2014)
- Ser (2017)[3]
- Vuelve (2024)[4]

### スペシャルエディション/編集
- De punta a punta: Lo mejor de Axel (2004)
- Hoy CD + DVD (2006)
- Todo mi Universo (2009)
- Grandes éxitos 2005 - 2011 CD + DVD (2014)

### シングル
| 1999 | «Mamma mía»                  | La clave para conquistarte |
| 1999 | «Amada mía»                  | La clave para conquistarte |
| 2000 | «La clave para conquistarte» | La clave para conquistarte |
| 2000 | «Te equivocas»               | La clave para conquistarte |
| 2001 | «Agua salada»                | Mi forma de amar           |
| 2001 | «Mi fuerza eres tú»          | Mi forma de amar           |
| 2003 | «Amo»                        | Amo                        |
| 2003 | «Me puedes de punta a punta» | Amo                        |
| 2005 | «¿Qué estás buscando?»       | Hoy                        |
| 2006 | «Tu amor por siempre»        | Hoy                        |
| 2006 | «Si va a ser... será»        | Hoy                        |
| 2007 | «Miradas»                    | Hoy                        |
| 2008 | «Celebra la vida»            | Universo                   |
| 2009 | «Verte reír»                 | Universo                   |
| 2011 | «Te voy a amar»              | Un nuevo sol               |
| 2011 | «Todo vuelve»                | Un nuevo sol               |
| 2012 | «Todo mi mundo»              | Un nuevo sol               |
| 2014 | «Afinidad»                   | Tus ojos, mis ojos         |
| 2014 | «Quédate»                    | Tus ojos, mis ojos         |
| 2015 | «¿Y qué?»                    | Tus ojos, mis ojos         |
| 2017 | «Que nos animemos»           | Ser                        |
| 2017 | «Aire»                       | Ser                        |
| 2018 | «Aguaribay»                  | Ser                        |
| 2018 | «Bailas para amar»           | Ser                        |

## DVD
- Amor por siempre (2008)
- DVD Axel en vivo Estadio Vélez (2013)
- Tus ojos mis ojos (acústico) (2015)

## 参照資料
1. ↑  “What Is Mi Corazon Es Tuyo TikTok Song? Lyrics And Meaning In English Translation?”.   Internewscast. 2025年5月26日閲覧。
2. ↑  “Axel, el gran ganador de los premios Gardel 2015”.   Infobae (2015年6月2日). 2025年5月25日閲覧。
3. ↑  “Ser – CD (Album) 2017”.   Discogs. 2025年5月25日閲覧。
4. ↑  “Axel Fernando – Vuelve – CD (Album), 2024”.   Discogs. 2025年5月25日閲覧。